# Gang of Four
Gang of Four je britská skupina z Leedsu, založená v roce 1977 kytaristou Andy Gillem, zpěvákem Jonem Kingem (současně studenti sociologie a politologie na místní univerzitě), bubeníkem Hugo Burnhamem a baskytaristou Daveem Allenem. Skupina si zvolila název podle proslulého čínského „gangu čtyř“, který tvořili vedoucí představitelé Komunistické strany Číny z blízkého okruhu Maových přátel (včetně vdovy Ťiang Čching), kteří byli po jeho smrti v roce 1976 uvězněni a dva z nich téhož roku popraveni. Soubor lze považovat za jeden z nejoriginálnějších projektů punkové scény. Jeho zařazení je proto velmi obtížné – ačkoli vycházeli z punku (především ve svých prvních nahrávkách), těžiště jejich tvorby je ve specifickém přístupu, kterému dominují funkové („tečkované“ rytmy) a nikoli sice důsledná, ale stejně svébytná melodika, která se blíží atonalitě. Proto bylo toto seskupení často označováno jako „atonální funk“ či „funk-punk“.

## Obsazení
- Andy Gill (kytara, zpěv)
- Jon King (zpěv)
- Hugo Burnham (bicí nástroje)
- Dave Allen (basová kytara na prvním albu)
- Sara Lee (basová kytara - druhým albem počínaje)

## Profil
Za nejlepší z produkce souboru lze považovat první dvě standardní alba (Entertainment a Solid Gold), za umělecky nejobjevnější pak druhé z obou. Na prvním albu sice ještě dominuje poměrně ryzí punkové cítění, přesto zde zjevně pronikají prvky, které se klasickému punku dosti rázně vymykají, aniž by to mělo vliv na ovlivnění pro punk typické přímosti výpovědi. Nejspíše proto také je tento počin v očích punkové generace obdivován u souboru nejvíce. „Pravým zlatem“, tedy v duchu svého názvu je druhé album Solid Gold, které jak po formálně hudební, tak obsahové stránce je skvěle promyšleným projektem, který nemá v punkové kultuře svým charakterem obdoby. Naprosto specifická rytmika, jakkoli primárně funková, zaujme novým pojetím přízvučnosti a úlohou pauz v hudbě. Téměř atonální cykly kytarových rifů fungují jako sofistikované popírání daného rytmu, ale svou přesností jej vlastně podporují. Podobnou úlohu má hlas, podivně adolescentní, který zní v melodicky i rytmicky promyšlené odpovědi ostatním nástrojům. Jedná se o hudbu, kterou lze jen těžko opakovat či dokonce rozvíjet, tedy jakýsi terminál či dopracovanost určitého pojetí konkrétní hudby. Toto album je jedinečným zážitkem, avšak též jakýmsi finálním produktem svébytného stylu, že jej (jakkoli se snažili o obohacení nástrojového parku – např. v následujícím Songs Of The Free) hudebníci mohli sice opakovat, ale prakticky nikoli posunout kamkoli dál. Toto a ještě více další album Hard užívají popových klišé, která je z hlediska vkusu činí méně a méně přijatelnými, což soubor zjevně pochopil a v roce 1984 se rozešel. Po sedmi letech se hudebníci znovu sešli k nahrávce nevýrazného alba Mall, poté však opět v roce 1995 svižného a vtipného Shrinkwrapped, které již není sice nikterak výrazně objevné, ale vkusně propojuje původní filozofii skupiny s technologiemi současných standardů rockové hudby . V roce 2005 se skupina se opět k radposti svých příznivců sešla, avšak pouze k reminiscnečním koncertním turné v Anglii a USA. V mezidobí téměř všichni hudebníci, Jon King, Sara Lee a především Andy Gill vydali řadu sólových alb. V roce 2011 vydala skupina zatím poslední nahrávku Content, jejíž speciální edice obsahovala ampulky s krví členů. Album vyvolalo smíšené reakce. Magazín Rolling Stone napsal, že album je „antikapitalistické především proto, že si jeho vlastnictví příliš neužijete“.

## Výběr z diskografie
- At Home He's A Tourist / It's Her Factory (singl)
- Entertainment! (1979) – album
- Anthrax Marxists - pirátské živé album (1980)
- Yellow EP (1980)
- Solid Gold (1981) - album
- Another Day/Another Dollar EP (1982)
- Songs of the Free (1982) - album
- Hard (1983) - album
- At the Palace (1984) – živé album
- A Brief History Of 20th Century – dvojalbum / kompilace (1990)
- Mall (1991) - album
- Shrinkwrapped (1995) - album
- Return the Gift (2005) (kompilace remixů)
- Content (2011)
- What Happens Next (2015)
- Happy Now (2019)
- do diskografie patří též několik dalších živých neautorizovaných nahrávek na vinylech metráže alb